# جان بابتيست سيميون شاردان
جان بابتيست سيميون شاردان (بالفرنسية: Jean Siméon Chardin)‏ (2 نوفمبر 1699 - 6 ديسمبر 1779) هو رسّام فرنسي في القرن الثامن عشر. يُعتبر سيد الطبيعة الصامتة، ويتميز أيضًا بلوحات تصوير الحياة اليومية التي تصور خادمات المطبخ والأطفال والأنشطة المنزلية. ما يميز عمله هو المزيج المتوازن بعناية والانتشار الناعم للضوء والطلاء السميك الحبيبي.

## حياته
وُلد شاردان في باريس، وهو ابن لنجار، ونادرًا ما غادر المدينة. عاش في الضفة اليسرى قرب سان سولبيس حتى عام 1757، حين منحه لويس الخامس عشر مرسمًا ومكان إقامة في اللوفر.
أبرم شاردان عقد زواج مع مارغريت سينتارد في عام 1723، ولم يتزوجها فعليًا حتى عام 1731. خضع لتدريب مع رسامَي التاريخ بيير جاك كازيه ونويل نيكولاس كويبل، وأصبح في عام 1724 أستاذًا في أكاديمية سان لوك.
وحسب ما رواه كاتب من القرن التاسع عشر، وفي زمن كان من الصعب فيه على الرسامين المجهولين أن يلفتوا انتباه الأكاديمية الملكية، لوحظ لأول مرة بعرضه لوحة في «عيد القربان المقدس» المصغر (عُقدت بعد ثمانية أيام من العرض النظامي) في ساحة دوفين (قرب جسر نف). اشتراها فان لو، الذي مر بذاك الحدث عام 1720، وعاون الرسام الشاب لاحقًا.
عقب عرضه لوحة الشعاع في عام 1728، قُبِل في الأكاديمية الملكية للرسم والنحت. في العام التالي، تنازل عن منصبه في أكاديمية سان لوك. عاش حياة متواضعة من خلال «رسم لوحات في مختلف الأنواع وبيعها بأي ثمن يدفعه الزبائن»، وأعمال مشابهة مثل ترميم التصميمات الجصية في معرض فرانسوا الأول في فونتينبلو في عام 1731. في نوفمبر 1731، عُمِد ابنه جان بيير، وعُمّدت ابنته، مارغريت أنييه، في عام 1733. وفي عام 1735، توفيت زوجته مارغريت، وتبعتها وفاة ابنته مارغريت أنييه بعد عامين.
بدءًا من عام 1737، أقام شاردان معارض بانتظام في الصالون. وأثبت أنه «أكاديمي متفانٍ»، إذ حضر بانتظام الاجتماعات لمدة خمسين عامًا، وعمل بشكل متعاقب كمستشار، ثم أمين صندوق، ثم أمين سر، وأخيرًا كمشرف على تجهيز المعارض في الصالون.
نال عمل شاردان شعبية من خلال النقوش المتوالدة في لوحاته التصويرية (من قبل فنانين مثل فرانسوا برنارد ليبيسييه وبّ.-ل. سوغورو)، والتي حققت لشاردان دخلًا مشابهًا «لما يمكن أن يسمى الآن حقوق الملكية». وفي عام 1744، عقد زواجه الثاني، هذه المرة من فرانسواز مارغريت بوجيه. حقق الاتحاد تحسنًا كبيرًا في ظروف شاردان المالية. في عام 1745، ولدت أنجيليك فرانسواز، لكنها توفيت في عام 1746.
في عام 1752، مُنِح شاردان راتبًا بقيمة خمسمئة ليفر من لويس الخامس عشر. عرض في الصالون عام 1759 تسع لوحات؛ كان أول صالون يعلق عليه دينيس ديدرو، والذي ثبت أنه معجب كبير ومؤيد علني لأعمال شاردان. بدءًا من عام 1761، تسببت مسؤولياته نيابة عن الصالون كمنظم للمعارض وأمين للصندوق بآن واحد، مع هبوط إنتاجيته في الرسم، وعرضه نسخًا طبق الأصل عن «أعماله السابقة». في عام 1736، اعتُرف بخدماته المقدمة إلى الأكاديمية ومُنح مئتي ليفر إضافيين فوق راتبه. في عام 1765، انتُخب بالإجماع كعضو مشارك في «أكاديمية روين العلوم والآداب والفنون الجميلة»، ولكن لا يوجد دليل على أنه غادر باريس لقبول هذا الشرف. بحلول عام 1770، كان شاردان «رسام الملك الأول»، وكان راتبه المقدر بألف وأربعمئة ليفر يُعتبر الأعلى في الأكاديمية.
في عام 1772، غرق ابن شاردان، الذي كان رسامًا أيضًا، في مدينة البندقية، ويُحتمل أنه كان انتحارًا. كانت آخر لوحة زيتية معروفة للفنان مؤرخة عام 1776، وكانت مشاركته الأخيرة في الصالون عام 1779، وتضمنت عدة دراسات في رسم الباستيل. أُصيب بمرض مميت في نوفمبر من ذلك العام، وتوفي في باريس في 6 ديسمبر، عن عمر ناهز الثمانين.

## معرض الصور

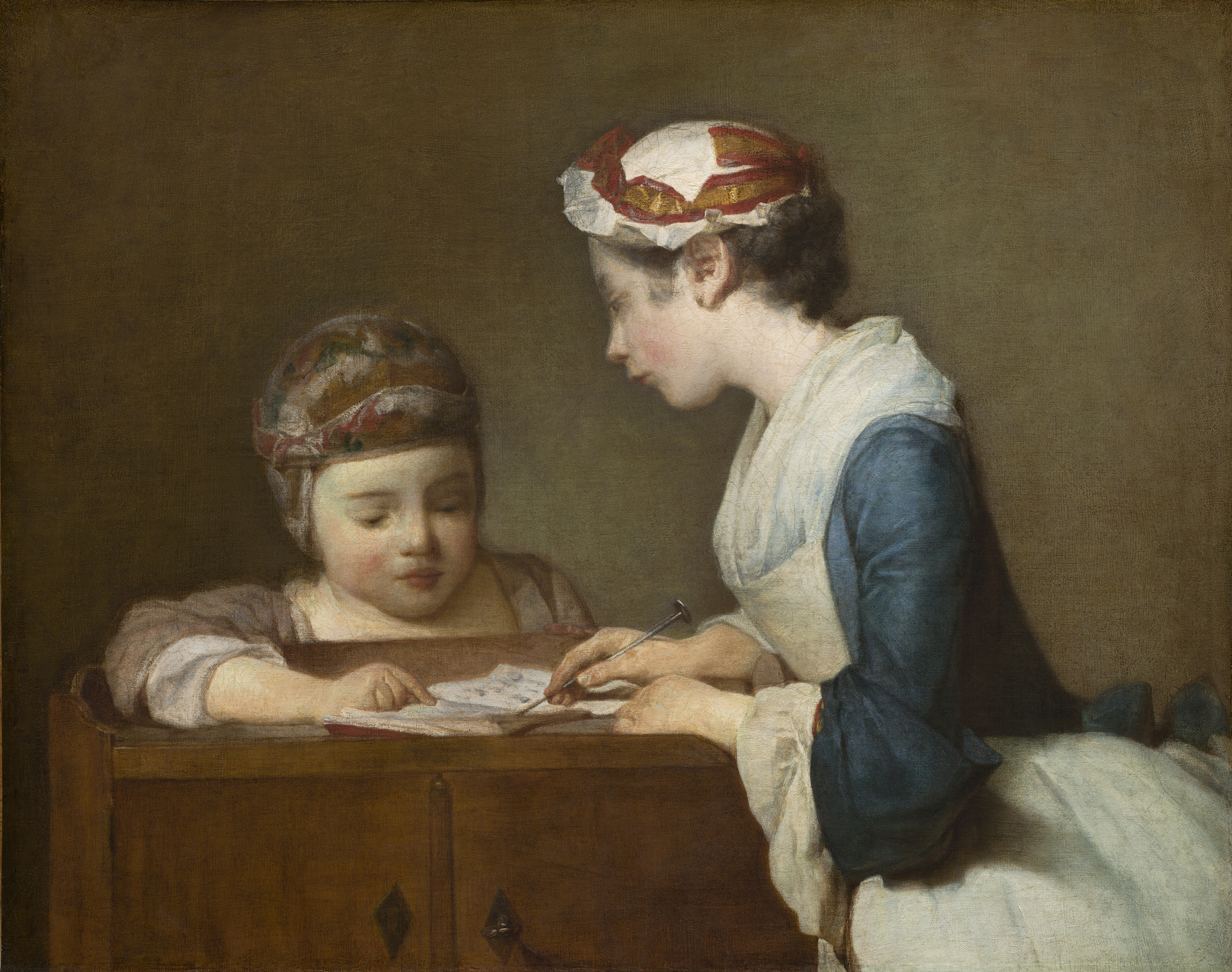
صغيرة المدرسة (المعرض الوطني للفنون (واشنطن)
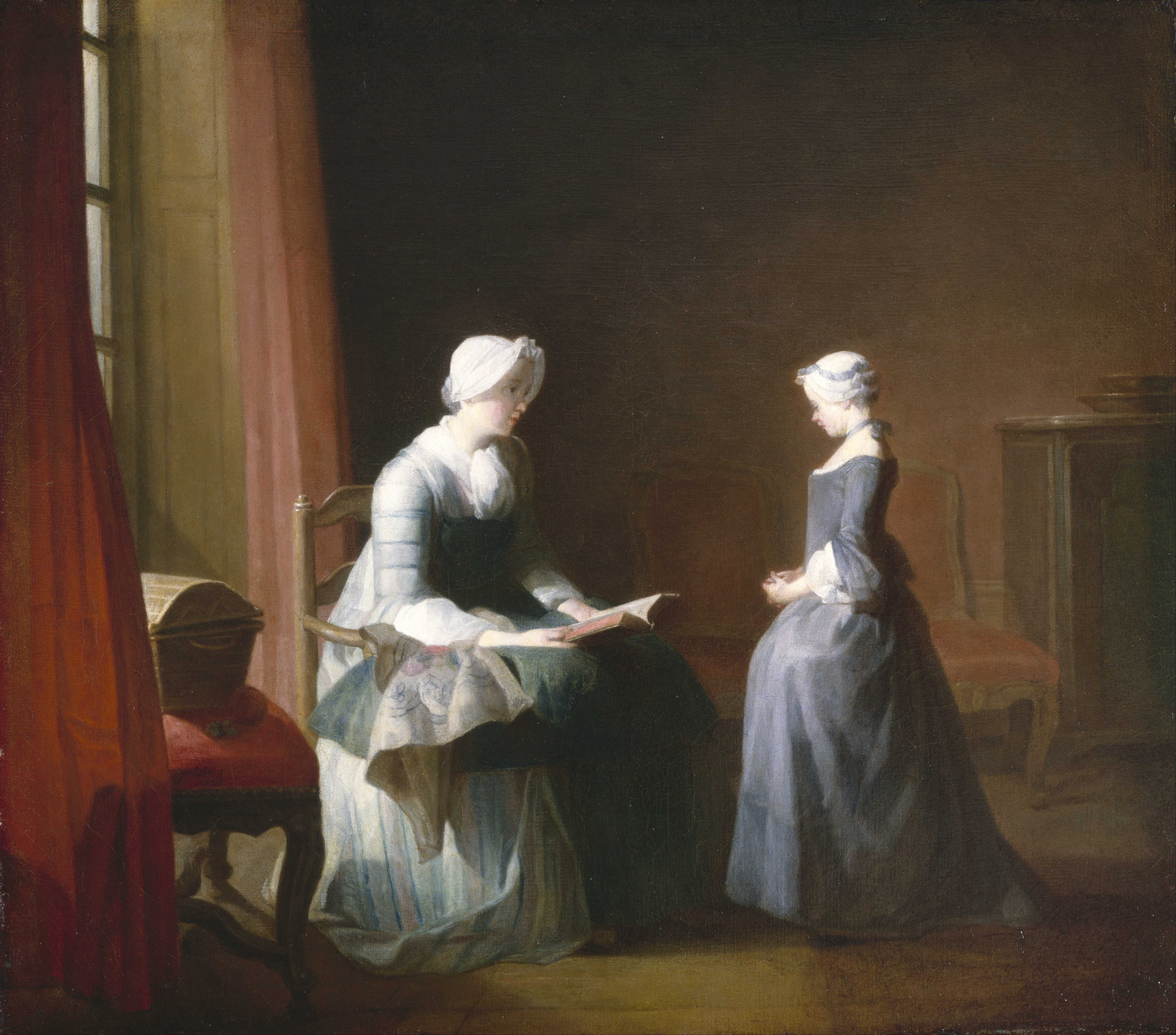
التعليم الجيد (متحف الفنون الجميلة في هيوستن، 1753)
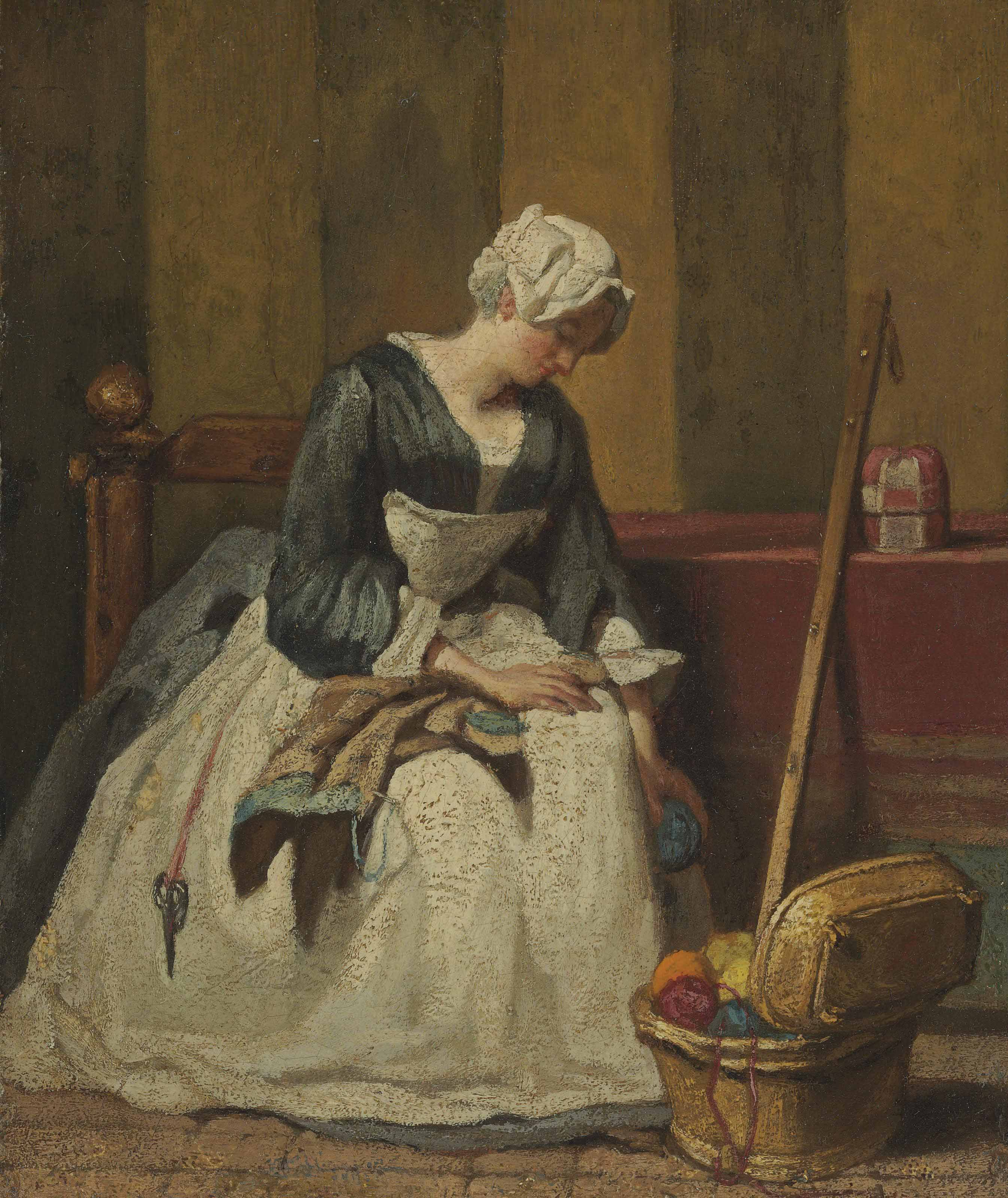
المطرز
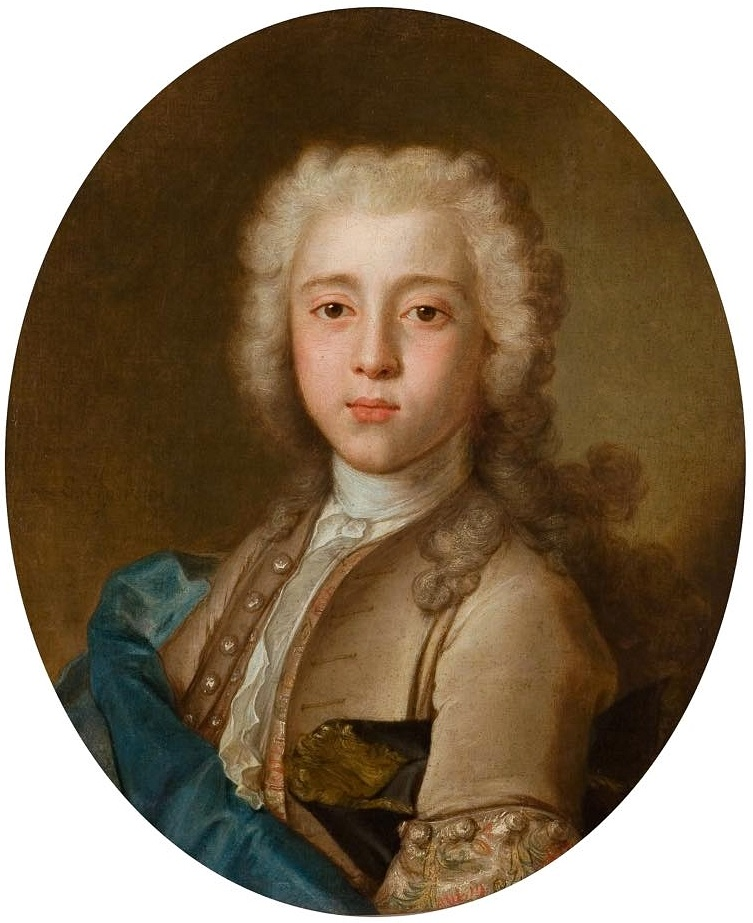
بورتريه لصبي (المتحف الوطني في فروتسواف، 1730)
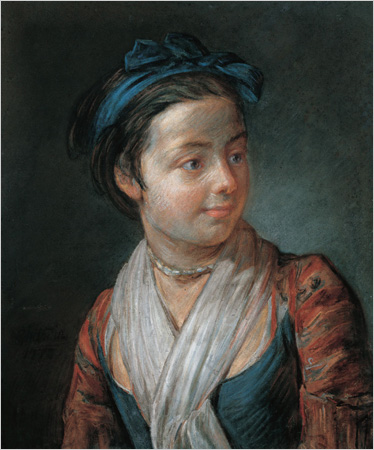
بورتريه لفتاة صغيرة (1777)
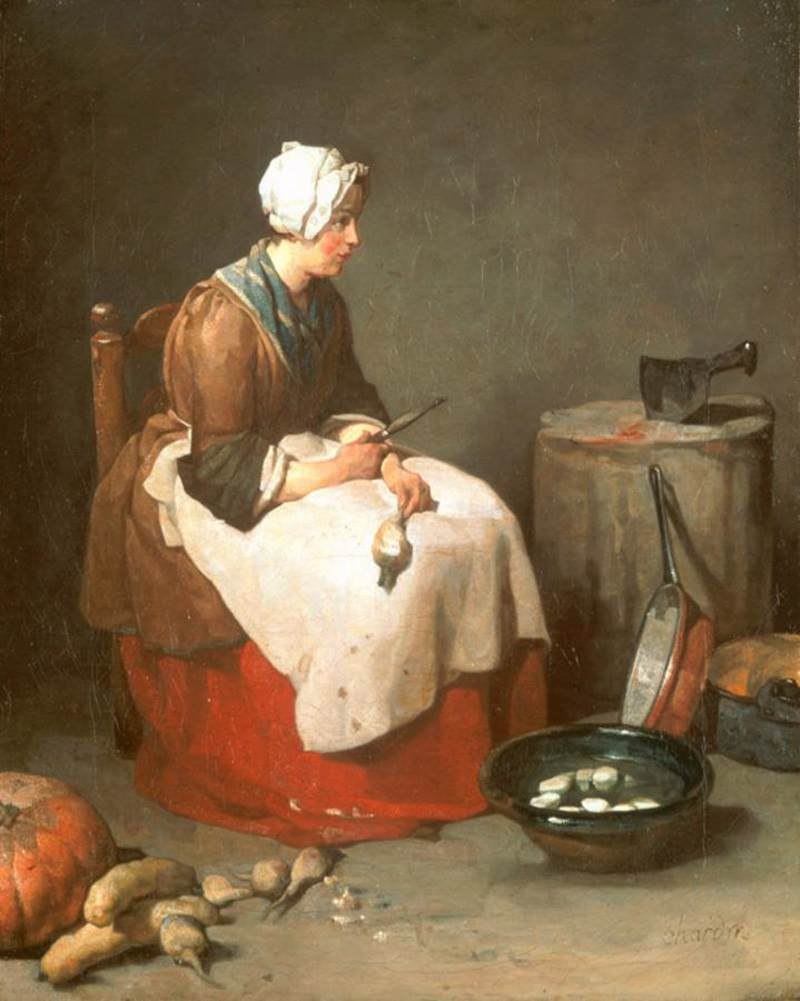
امرأة تقشر اللفت (ألت بيناكوثيك)
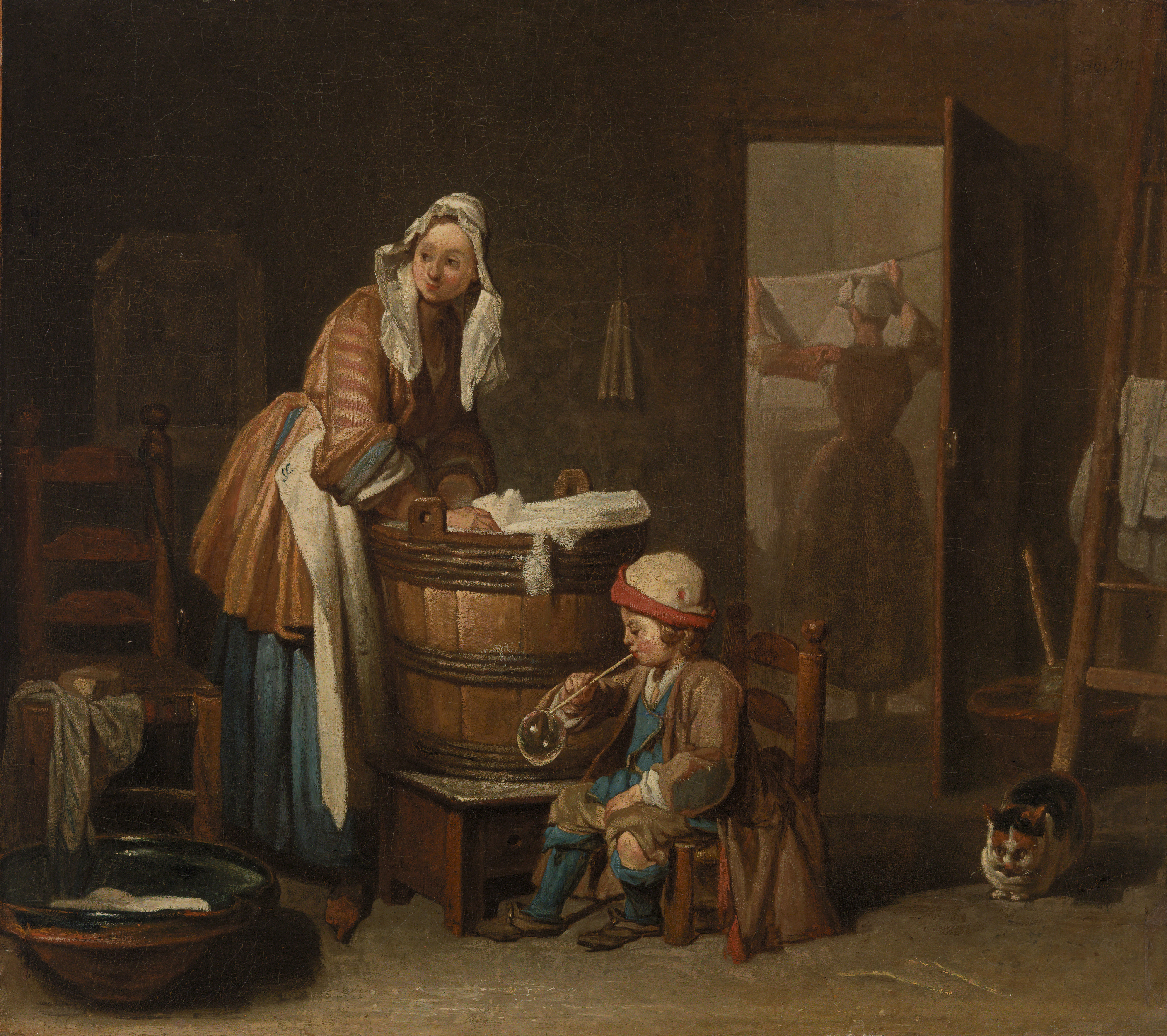
امرأة تغسل
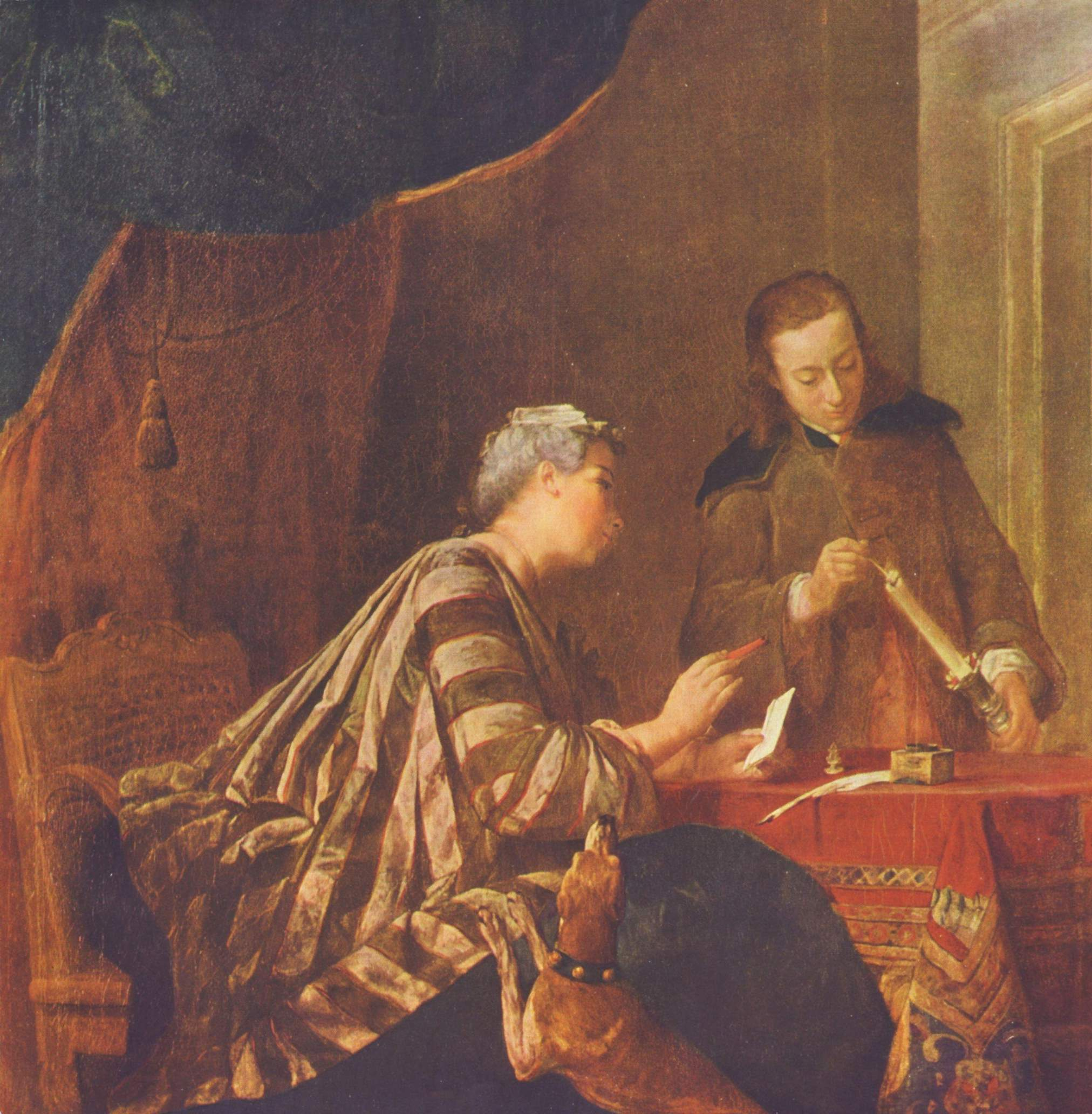
سيدة تختم رسالة (قصر شارلتنبرغ، حوالي 1732)
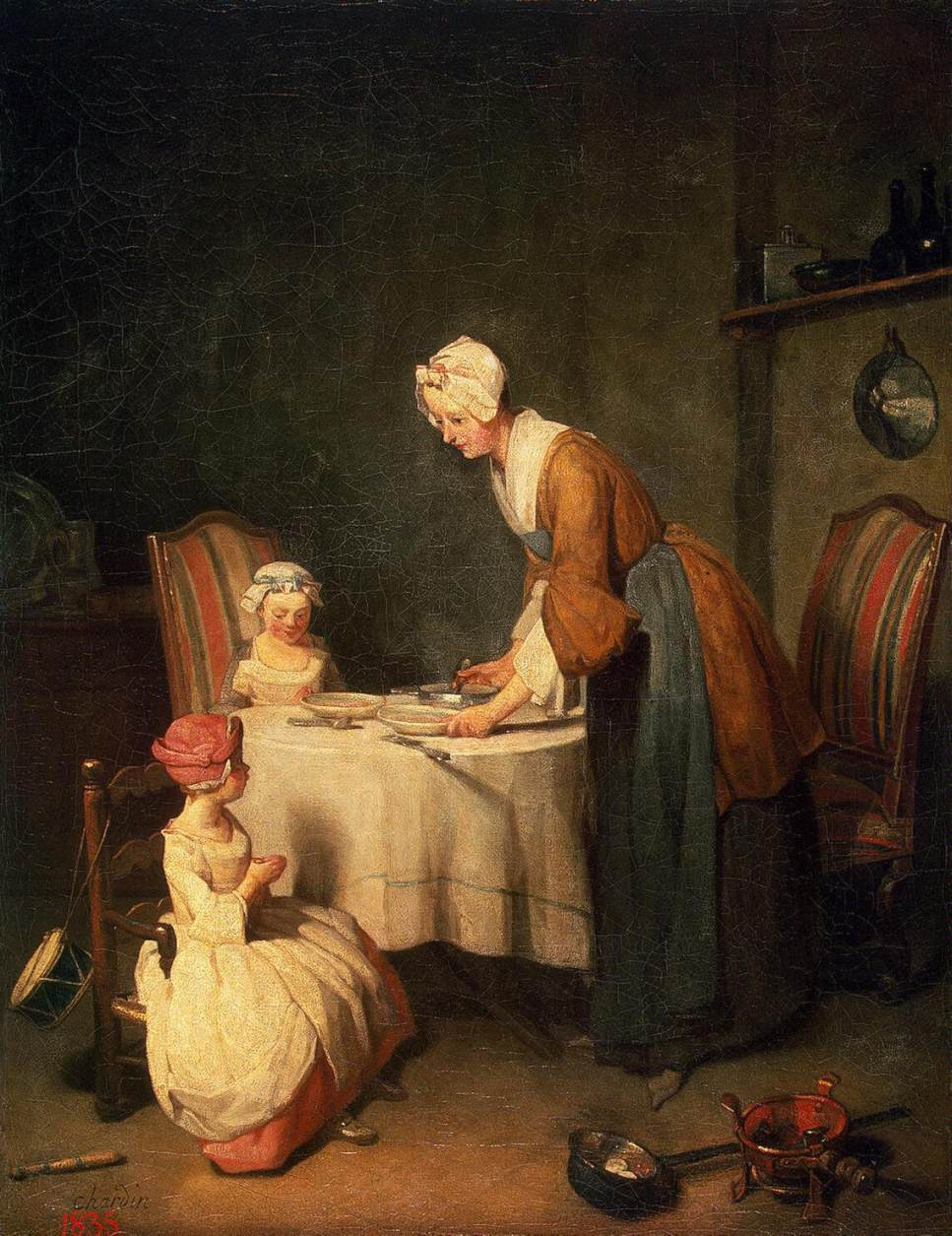
الصلاة قبل الوجبة (متحف هيرميتاج، 1744)
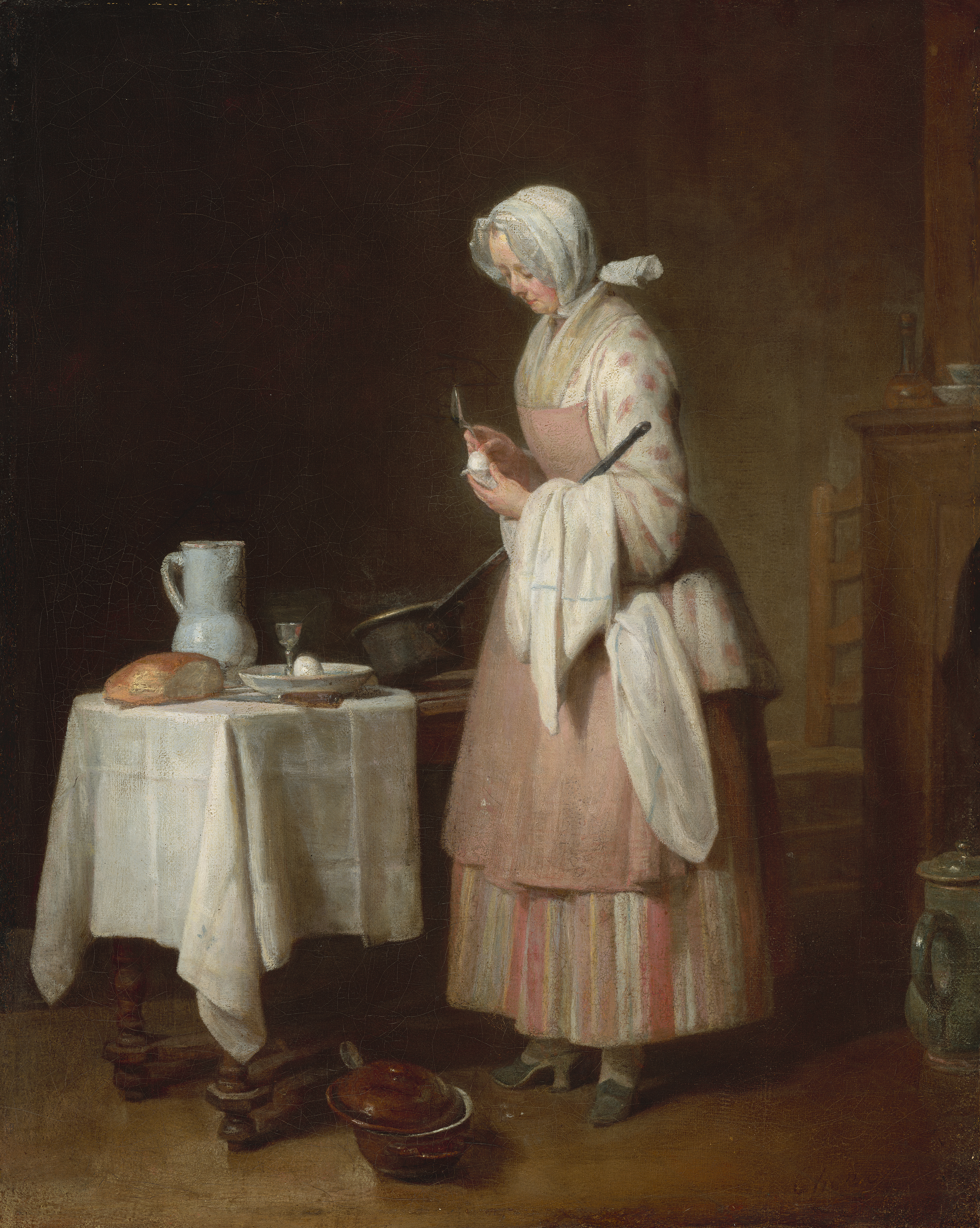
الممرضة اليقظة (المعرض الوطني للفنون (واشنطن)، 1747)

## روابط خارجية
- جان بابتيست سيميون شاردان على موقع الموسوعة البريطانية (الإنجليزية)
- جان بابتيست سيميون شاردان على موقع ميوزك برينز (الإنجليزية)
- جان بابتيست سيميون شاردان على موقع ديسكوغز (الإنجليزية)